# لویی بیزیات
لویی بیزیات (فرانسوی: Louis Bisilliat‎; ۲۵ فوریهٔ ۱۹۳۱ – ۲ مهٔ ۲۰۱۰) دوچرخه‌سوار اهل فرانسه بود.